# Ягар, Горан
Горан Ягар (серб. Горан Јагар; род. 10 июня 1984, Вировитица) — сербский гребец.
Чемпион Европы (2007 год) в академической гребле.
Участвовал в Олимпийских играх 2008 года в Пекине.